# Пирамиде (станция метро)
Пира́миде (итал. Piramide) — станция линии B римского метрополитена. Открыта в 1955 году.

## Окрестности и достопримечательности
Вблизи станции расположены:
- Вокзал Остиенсе, с которым станция соединена крытым переходом
- Вокзал Порта Сан-Паоло линии Рим — Лидо и расположенный в нём железнодорожный музей (Museo ferroviario di Porta San Paolo)
- Пирамида Цестия, давшая название станции метро
- Ворота Сан-Паоло
- Римское некатолическое кладбище
- Тестаччо
- Базилика  Санта-Сабина
- Базилика Сан-Саба[итал.]

## Наземный транспорт
Автобусы: 23, 30, 75, 77, 83, 96, 280, 715, 716, 719, 769, 775, 780.
Трамвай: 3.